# Gargilesse (album)
Pour les articles homonymes, voir Gargilesse.
Ne doit pas être confondu avec Gargilesse (rivière).
Gargilesse est le premier album de Florent Marchet sorti le 20 avril 2005 sous le label Barclay.
Le titre fait référence au village de Gargilesse-Dampierre, dans l'Indre. Le chanteur Miossec fait une apparition sur le titre « Je m'en tire pas mal ».

## Pistes
| 1.          | Levallois                | 3 min 17 s |
| 2.          | Tous pareils             | 3 min 13 s |
| 3.          | Mes nouveaux amis        | 3 min 32 s |
| 4.          | Dimanche                 | 3 min 38 s |
| 5.          | Je n'ai pensé qu'à moi   | 3 min 56 s |
| 6.          | Le meilleur de nous deux | 2 min 38 s |
| 7.          | Avez-vous déjà songé ?   | 3 min 51 s |
| 8.          | Gargilesse               | 1 min 25 s |
| 9.          | Le terrain de sport      | 4 min 03 s |
| 10.         | Fantôme                  | 2 min 37 s |
| 11.         | Je m'en tire pas mal     | 3 min 40 s |
| 12.         | Les grandes vacances     | 4 min 58 s |
| 40 min 55 s |                          |            |